# 玉盘湖
玉盘湖，位于中国西藏自治区那曲市双湖县境内，地处双湖县北部，冬布勒山南麓一山间盆地内。因湖形呈圆盘状，故名。湖面海拔4892米，面积20平方公里。湖区气候干寒，年均气温-6℃，年均降水量150毫米。湖水主要靠地表径流补给。湖水中富含硼、钾。